# Karel Locher
Karel Locher (ur. 6 września 1893 w Pradze – 27 lipca 1959 w Londynie) – czeski prawnik, urzędnik ministerialny i konsularny, dziennikarz i polityk.

## Życiorys
Po ukończeniu gimnazjum (1911) studiował na Wydziale Prawa Uniwersytetu Czeskiego (doktorat w 1915), eksternistycznie również politologię. W latach 1916–1917 pracował jako urzędnik w elektrowni w Heřmanovie Městcu, następnie do 1918 w starostwie praskim. Jednocześnie zaangażował się w działalność tajnego komitetu, tzw. „Mafii”, który już w lipcu 1918 wysłał go do Krakowa jako swojego nieoficjalnego przedstawiciela. 18 listopada 1918 został mianowany czechosłowackim konsulem w Krakowie, kierownikiem Biura Paszportowego akredytowanym przy Polskiej Komisji Likwidacyjnej, gdzie pracował do stycznia 1919.
Zajmując to stanowisko, odegrał negatywną rolę wobec polskiej racji stanu, był jednym z inspiratorów zbrojnej interwencji Czechosłowacji na Śląsku Cieszyńskim, miał wrogi stosunek do władz polskich w Warszawie. Za swoje działania i postawę w dniach 23–25 stycznia 1919 był przez władze policyjne Krakowa internowany.
Następnie pracował jako urzędnik w Ministerstwie Spraw Zagranicznych w Pradze. 1 czerwca 1921 został mianowany kierownikiem placówki konsularnej (čs. konzulární pobočka) w Bremie, następnie podlegającej Konsulatowi Generalnemu w Hamburgu, od 1922 przeniesiony do Linzu i od marca 1923 do sierpnia 1925 wykonywał tam urząd konsula. 1 września 1925 został przeniesiony do Pragi i od stycznia do czerwca 1926 przydzielony czasowo (w randze sekretarza ministerialnego) do Ministerstwa Handlu. Po powrocie do MSZ pracował jako starszy komisarz ministerialny w wydziale gospodarki narodowej MSZ (sekcja IV/3), ale 30 czerwca 1928 nieoczekiwanie przeszedł na emeryturę. Zarabiał na życie jako dziennikarz, redagował między innymi pismo „Hlas”, które było bliskie narodowej demokracji, a później związał się z prawicową Jednością Narodową (Národní sjednocení). Wyemigrował po marcu 1939, ale działał w ugrupowaniach opozycyjnych wobec głównego nurtu Republiki Czechosłowackiej a zwłaszcza przeciwko Edwardowi Benešowi. W 1940 był jednym z organizatorów Czeskiej Rady Narodowej – ČNR (Česká národní rada), organizacji skierowanej przeciwko Czechosłowackiej Radzie Narodowej (Československá národní rada). Podobną działalność rozwinął później w Londynie, gdzie wyjaśnił swoje stanowisko w broszurze „Our Actions” (1942). Później połączył siły z gen. L. Prchałą i wstąpił do jego tzw. Czeskiego Komitetu Narodowego (Český národní výbor), odrzucając nie tylko zagraniczną orientację czechosłowackiego rządu na uchodźstwie, ale także program odbudowy Republiki Czechosłowackiej. Karel Locher został sekretarzem komitetu i pozostał na zesłaniu po maju 1945. W kraju wydano za nim nakaz aresztowania, a majątek skonfiskowano.